# Gaddoo Pur
Gaddoo Pur es  una ciudad censal situada en el distrito de Ayodhya en el estado de Uttar Pradesh (India). Su población es de 6578 habitantes (2011). 

## Demografía
Según el  censo de 2011 la población de Gaddoo Pur  era de 6478 habitantes, de los cuales 6764 eran hombres y 6390 eran mujeres. Gaddoo Pur tiene una tasa media de alfabetización del 80,79%, superior a la media estatal del 67,68%: la alfabetización masculina es del 87,93%, y la alfabetización femenina del 72,97%.